# Học viện Arsenal F.C.
Học viện bóng đá Arsenal là đội trẻ của câu lạc bộ Arsenal. Họ hiện chơi ở giải FA Premier Academy League, giải đấu cao nhất dành cho bóng đá trẻ ở Anh. Đội U18 và U16 tham gia ở giải này, nhưng họ cho phép các cầu thủ nhí từ 9 tuổi trở lên tham gia giải.
Một số cầu thủ U18 cũng hơi cho đội dự bị Arsenal, và đội hiện đang được dẫn dắt bởi cựu hậu vệ Arsenal Steve Bould, trong khi đội trẻ hơn được dẫn dắt bởi Roy Massey và Steve Gatting. Cựu tiền vệ Arsenal và Ireland Liam Brady hiện là tuyển trạch viên của đội cùng trợ lý David Court.

## Lịch sử

### Đội trẻ Arsenal (1954-1998)
Arsenal bắt đầu cho hoạt động đội trẻ từ mùa giải 1893-94, và đó là nền tảng để hình thành đội thứ 3 (được biết đến với tên gọi đội Arsenal 'A') cho cầu thủ trẻ từ năm 1929 đến 1969.
Vào năm 1954, Arsenal thành lập đội trẻ riêng của họ. Họ tham dự giải South Eastern Counties League (đổi tên thành South East Counties League từ mùa sau đó) và tham dự giải South East Counties League Cup từ mùa giải 1954-55 tới 1997-98 (trừ mùa giải 1967-68 và 1968-69). Đội trẻ Arsenal cũng chơi ở giải London Minor FA Challenge Cup (từ mùa giải 1954-55 tới 1955-56 và 1959-60 tới 1966-67) và giải Southern Junior Floodlit Cup (từ 1955-56 tới 1971-72 và 1974-75 tới 1998-99). Đội bóng đã chơi ở giải FA Youth Cup từ mùa giai 1954-55.
Trong thời gian này, Arsenal trở thành một trong những đội thành công nhất - vô địch 7 cúp South East Counties Leauge, 6 cúp South East Counties (bao gồm 3 cú ăn đôi) và 4 úp FA Youth Cups.

### Học viện Arsenal (1998- nay)
Đội trẻ của câu lạc bộ trở thành thành viên đầu tiên của giải FA Premier Youth League vào mùa 1997-98, Giải đấu chỉ gồm một hạng đấu và Arsenal vô địch mùa giải đầu tiên. Mùa giải tiếp theo được đổi tên thành Premier Academy League và bao gồm khối U19 và U17, và cơ chế mới của FA đã chuyển tên từ đội trẻ Arsenal thành học viện Arsenal. Arsenal tham dự ở cả hai khối, vô địch khối U17 ở mùa giải 1990-00 và U19 ở mùa 2001-02 cũng như hai chiếc cúp FA nữa.
Kể từ mùa giải 2004-05, giải FA Premier Academy chỉ bao gồm khối U18, mặc dù khối U16 vẫn thi đấu nhưng không được tính thành tích. Đội U18 đã hai lần vô địch ở hạng đấu của họ (hạng A), vào mùa 2007-08 và 2008-09, sau đó thắng trận bán kết và vô địch giải FA Premier Academy League. Chiếc cúp gần đây nhất của họ là cúp FA vào mùa 2008-09, đánh bại Liverpool với tổng tỉ số 6-2 ở chung kết.

## Đội hình hiện tại

### U18
Ghi chú: Quốc kỳ chỉ đội tuyển quốc gia được xác định rõ trong điều lệ tư cách FIFA. Các cầu thủ có thể giữ hơn một quốc tịch ngoài FIFA.
| Số | VT | Quốc gia    | Cầu thủ                |
| -- | -- | ----------- | ---------------------- |
| —  | TM | Ireland     | James Shea*            |
| —  | TM | Ireland     | Sean McDermott         |
| —  | TM | Anh         | James Dunn             |
| —  | HV | Anh         | Rhema Obed             |
| —  | HV | Anh         | Luke Ayling            |
| —  | HV | Tây Ban Nha | Ignasi Miquel          |
| —  | HV | Anh         | Daniel Boateng         |
| —  | HV | Thụy Sĩ     | Sead Hajrović          |
| —  | HV | Anh         | Nico Yennaris          |
| —  | HV | Cameroon    | Cedric Evina (captain) |

| Số | VT | Quốc gia | Cầu thủ             |
| -- | -- | -------- | ------------------- |
| —  | HV | Anh      | George Brislen-Hall |
| —  | TV | Anh      | Emmanuel Frimpong   |
| —  | TV | Anh      | Chukwuemeka Aneke   |
| —  | TV | Anh      | Sam Byles           |
| —  | TV | Ireland  | Conor Henderson*    |
| —  | TV | Hà Lan   | Oğuzhan Özyakup     |
| —  | TV | Anh      | Jernade Meade       |
| —  | TĐ | Anh      | Luke Freeman        |
| —  | TĐ | Anh      | Benik Afobe         |
| —  | TĐ | Anh      | Roarie Deacon       |

### Học viên
Ghi chú: Quốc kỳ chỉ đội tuyển quốc gia được xác định rõ trong điều lệ tư cách FIFA. Các cầu thủ có thể giữ hơn một quốc tịch ngoài FIFA.
| Số | VT | Quốc gia    | Cầu thủ            |
| -- | -- | ----------- | ------------------ |
| —  | TM | Wales       | Luke Chambers*     |
| —  | TM | Anh         | Reice Charles-Cook |
| —  | TM | Thổ Nhĩ Kỳ  | Yilmaz Aksoy*      |
| —  | HV | Ireland     | Ben Glasgow*       |
| —  | HV | Anh         | Jordan Wynter      |
| —  | HV | Thụy Sĩ     | Martin Angha       |
| —  | HV | Bắc Ireland | Joe Jones          |
| —  | HV | Anh         | Alie Sesay         |
| —  | HV | Thụy Sĩ     | Elton Monteiro     |
| —  | HV | Anh         | James Campbell     |
| —  | TV | Anh         | Jamie Edge         |

| Số | VT | Quốc gia | Cầu thủ          |
| -- | -- | -------- | ---------------- |
| —  | TV | Anh      | Jeffrey Monakana |
| —  | TV | Anh      | Josh Rees        |
| —  | TV | Ireland  | Callum Webb*     |
| —  | TV | Anh      | Steve Smith      |
| —  | TV | Anh      | Jamal Wiseman    |
| —  | TV | Anh      | Luke Iffiel      |
| —  | TV | Anh      | Samir Bihmoutine |
| —  | TV | Anh      | Alban Bunjaku    |
| —  | TĐ | Anh      | Zak Ansah        |
| —  | TĐ | Anh      | Nigel Neita      |
| —  | TĐ | Anh      | Zak Fagan        |

## Danh hiệu
- FA Premier Youth League/FA Premier Academy League

Winners (4): 1997–98, 1999–00 (U17), 2001–02 (U19), 2008–09
- South East Counties League

Winners (4): 1955–56, 1964–65, 1971–72, 1990–91
- FA Youth Cup

Winners (7): 1965–66, 1970–71, 1987–88, 1993–94, 1999–00, 2000–01, 2008–09
Runners-up (1): 1964–65
- South East Counties League Cup

Winners (6): 1959–60, 1960–61, 1961–62, 1963–64, 1970–71, 1979–80
- Southern Junior Floodlit Cup

Winners (5): 1962–63, 1965–66, 1984–85, 1990–91, 1997–98
- London Minor FA Cup

Winners (1): 1966–67

## Các tuyển thủ xuất thân từ đây
| - Neil Kilkenny - Georgios Efrem - Peggy Lokando - Nicklas Bendtner - Tony Adams - David Bentley - Andy Cole - Ashley Cole - Leslie Compton* - Charlie George - Ray Kennedy - Martin Keown - Paul Merson - Arthur Milton* - Ray Parlour - John Radford | - Graham Rix - David Rocastle - Lionel Smith - Peter Storey - Michael Thomas - Ingi Højsted - Moritz Volz - Quincy Owusu-Abeyie - Stefán Gíslason - Graham Barrett - Liam Brady - John Devine - David O'Leary - Frank O'Neill - Niall Quinn - Pat Scully | - Frank Stapleton - Anthony Stokes - Colin Hill - Steve Morrow - Terry Neill - Sammy Nelson - Pat Rice - Dean Shiels - Wojciech Szczęsny - Paul Dickov - Richard Hughes - Cesc Fàbregas - Sebastian Larsson - Johan Djourou - Frank Simek - Rhys Weston |

* – Cũng chơi ở đội Cricket của Anh